# Kainsav
A kainsav a glutaminsav-receptorok egyik altípusának speciális agonistája. Állatkísérletekben az AMPA- és NMDA-receptortól (a másik két ionotróp glutaminsav-receptortól) való megkülönböztetésre használják. Az állatkísérletek célja az epilepszia és az Alzheimer-kór kutatása.

## Előfordulás
1953-ban izolálták Japánban a „Kain sou” (海人草), másik nevén „Makuri” (Digenea simplex) nevű vörösmoszatból. Japánban féregűzőként használják.
A kainsav a központi idegrendszer hathatós serkentője. Kísérleti állatoknak az idegrendszer ingerlésére, görcsök kiváltására adják. Egerek esetén a tipikus adag 10–30 mg. Idegserkentő és epilepsziát kiváltó hatása van.

## Kainsav-receptorok
A kainsav a róla elnevezett receptorokon hat, mely az ionotróp glutaminsav-receptorok egyik altípusa. Ezek Na+- és K+-áteresztő csatornák, Ca2+-áteresztőképességük igen gyenge.
A receptor működése az AMPA-receptoréhoz hasonló, de annál rövidebb ideig tart. Mind a pre-, mind a postszinapszisokban szerepe van, de az AMPA-tól eltérően a magukban a szinapszisokban csekély a hatása. A receptor aktiválása a preszinaptikus idegsejt által kibocsátott neurotranszmitter mennyiségét befolyásolja.

## Fordítás
Ez a szócikk részben vagy egészben  a   Kainic acid című angol Wikipédia-szócikk fordításán alapul.  Az eredeti cikk szerkesztőit annak laptörténete sorolja fel. Ez a jelzés csupán a megfogalmazás eredetét és a szerzői jogokat jelzi, nem szolgál a cikkben szereplő információk forrásmegjelöléseként.
Ez a szócikk részben vagy egészben  a   Kainate receptor című angol Wikipédia-szócikk fordításán alapul.  Az eredeti cikk szerkesztőit annak laptörténete sorolja fel. Ez a jelzés csupán a megfogalmazás eredetét és a szerzői jogokat jelzi, nem szolgál a cikkben szereplő információk forrásmegjelöléseként.